# گو (زرآباد)
گو یا خوش‌‌آباد، روستایی در دهستان تنبلان بخش کاروان شهرستان زرآباد در استان سیستان و بلوچستان ایران است.

## جمعیت
بر پایه سرشماری عمومی نفوس و مسکن در سال ۱۳۹۵، جمعیت این روستا برابر با ۴۸۱ نفر (۱۲۴ خانوار) بوده‌است.